# 公文包 (程序)
公文包（英語：briefcase）是Microsoft Windows操作系统自带的组件，用於在多台不联网的计算机上同步文件。公文包本质上是一种特殊的文件夹，在工具栏中提供一些用于同步文件的特殊功能。公文包在Windows 95时引入，在Windows 8中已弃用（但并未移除支持），并在Windows 10中完全禁用（但仍可通过修改注册表启用），直到Windows 10 build 14942版本中才完全移除该功能。

## 新建
用户可以在桌面上新建公文包，新建后的公文包其实就是一个文件夹，用户可以將檔案加入公文包內。里面包含一个名为“公文包数据库”的無扩展名文件與一个INI配置文件。INI配置文件的内容是这樣的：
```
[.ShellClassInfo]
CLSID=【创建计算机的唯一资源定位符】
RunWizard=
[Briefcase]
Database=公文包数据库
[Briefcase.A]
Database=公文包数据库
[Briefcase.W]
Database=【数据库】

```